# Pescado salado

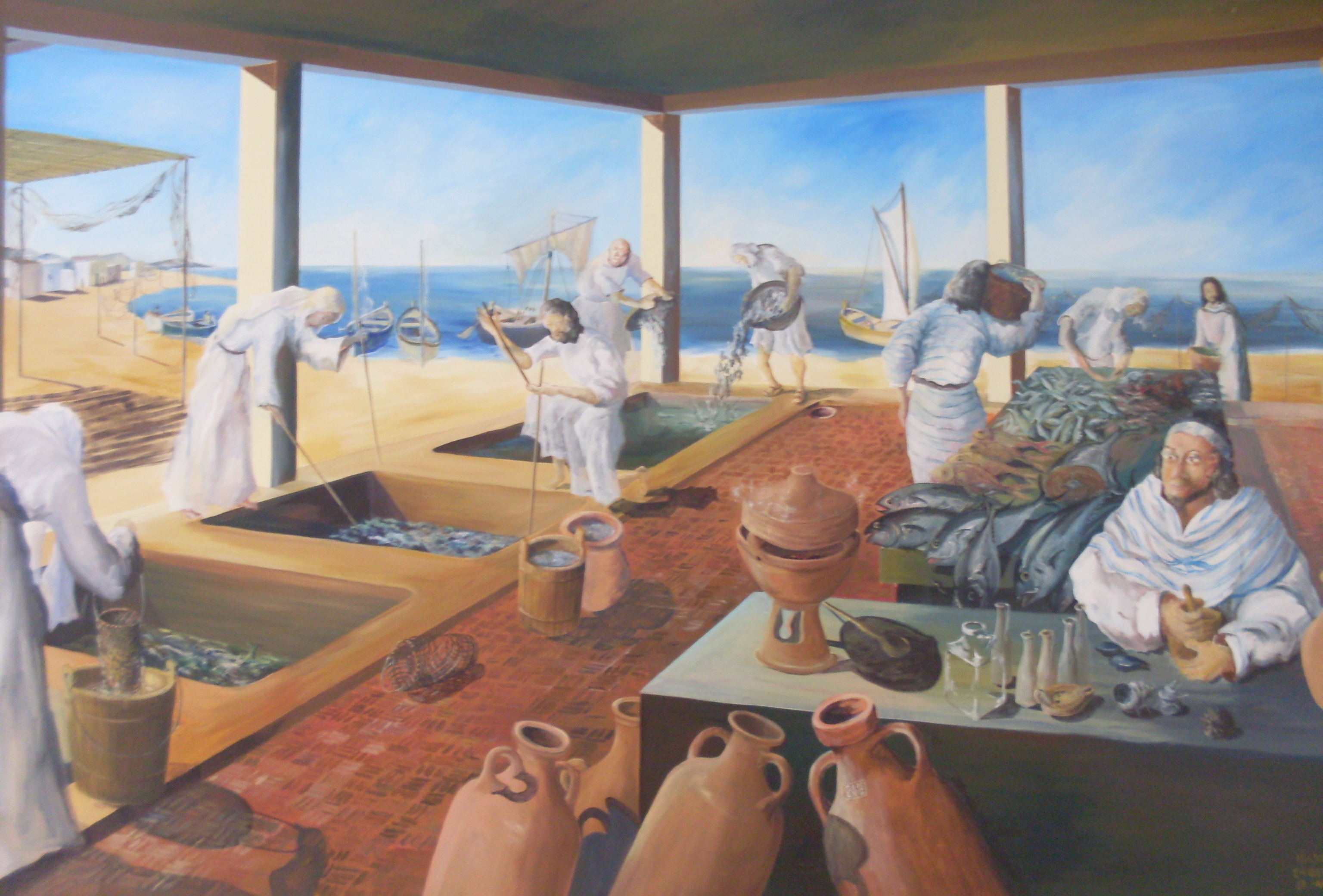
Reconstrucción de la sala romana de pescado en Nápoles

El pescado salado, tal como el arenque ahumado o el bacalao seco y salado, es pescado curado con sal y así preservado para su posterior consumo. El  secado o salazón, ya sea con sal seca o con  salmuera, era el único método ampliamente disponible de preservación de pescado hasta el siglo XIX. El pescado seco y el pescado salado (o el pescado tanto seco como salado) es un alimento básico en las dietas del Caribe, África del Norte, Asia del sur, Sudeste Asiático, Sur de China, Escandinavia, partes de Canadá que incluyen Newfoundland, Rusia costera, y en el Ártico. Al igual que otras carnes curadas con sal,  proporciona proteína animal preservada incluso en ausencia de refrigeración.

## Método

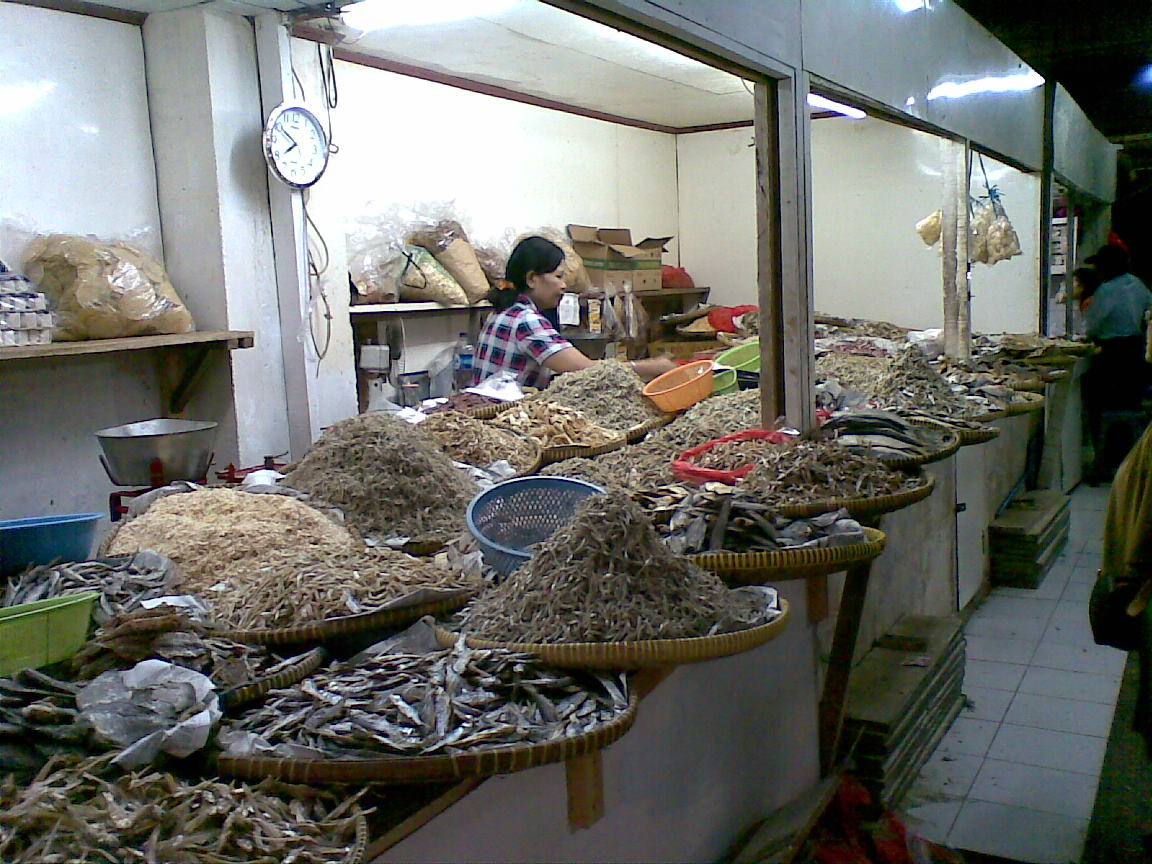
Varios pescados salados vendidos en el mercado en un suburbio de Yakarta, Indonesia

La salazón es la preservación de alimentos con sal comestible seca. Está relacionado con el encurtido (preparación de alimentos con salmuera), y es uno de los métodos más antiguos de preservación de comida. La sal inhibe el crecimiento de microorganismos al retirar el agua de las células microbianas a través de osmosis. Concentraciones de sal de hasta 20% se requieren para matar la mayoría de especie de bacterias no deseadas. Elahumado, a menudo utilizado en el proceso de curar carne, añade sustancias químicas a la superficie de la carne que reduce la concentración de sal requerida. La salazón es utilizada porque la mayoría de bacterias, hongos y otros organismos potencialmente patógenos no pueden sobrevivir en un entorno altamente salobre, debido a la naturaleza hipertónica de la sal.  Cualquier célula viviente en un entorno así será deshidratada a través de osmosis y morirá o quedará temporalmente inactivada.
La actividad acuosa, aw, en un pez se define como la relación de la presión del vapor de agua en la carne del pescado con respecto a la presión de vapor  del agua pura a la misma temperatura y presión. Varía entre 0 y 1, y es un parámetro que mide qué tan disponible está el aguaen la carne del pescado.  El agua disponible es necesaria para las reacciones microbianas y enzimáticas implicadas en su deterioro. Hay un número de técnicas que han sido o son usadas para inmovilizar el agua disponible o para removerla reduciendo la aw. Tradicionalmente, técnicas como el secado, la salazón y el ahumado han sido utilizadas, y han sido utilizadas por miles de años. En épocas más recientes, se han agregado humectantes de liofilización, ligantes de agua, y equipos completamente automatizados con controles de temperatura y humedad. A menudo se usa una combinación de estas técnicas.

## Galería

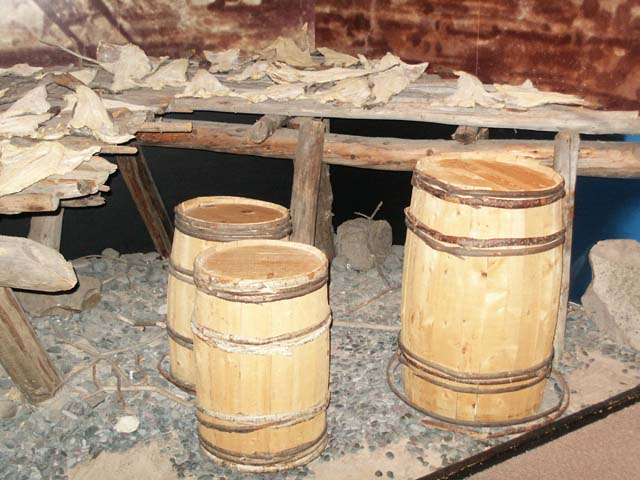
Plataformas, llamadas escamas de pescado, donde el bacalao se seca al sol antes de envasarse en sal.
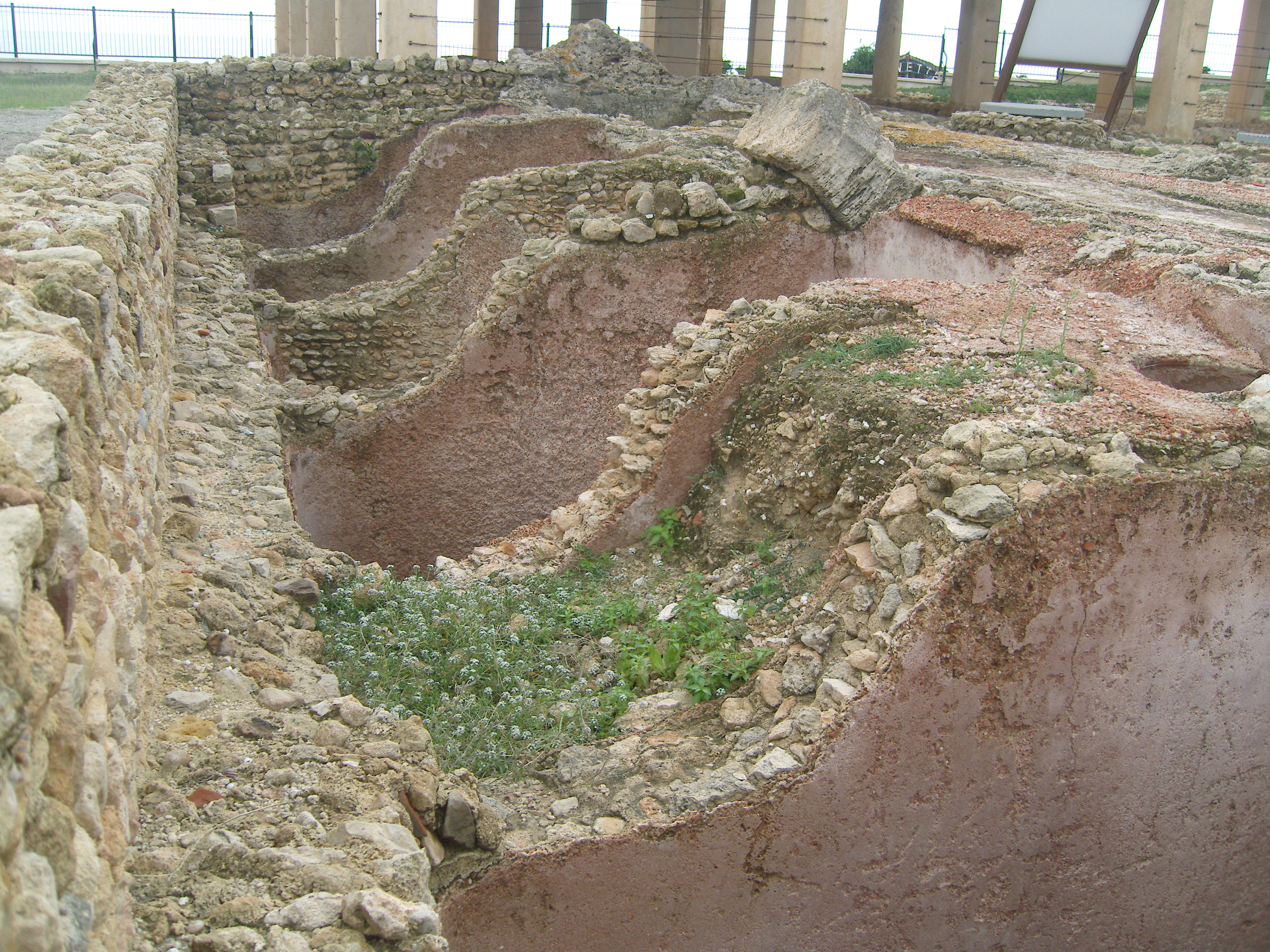
Restos de la sala romana de pescado en Neapolis
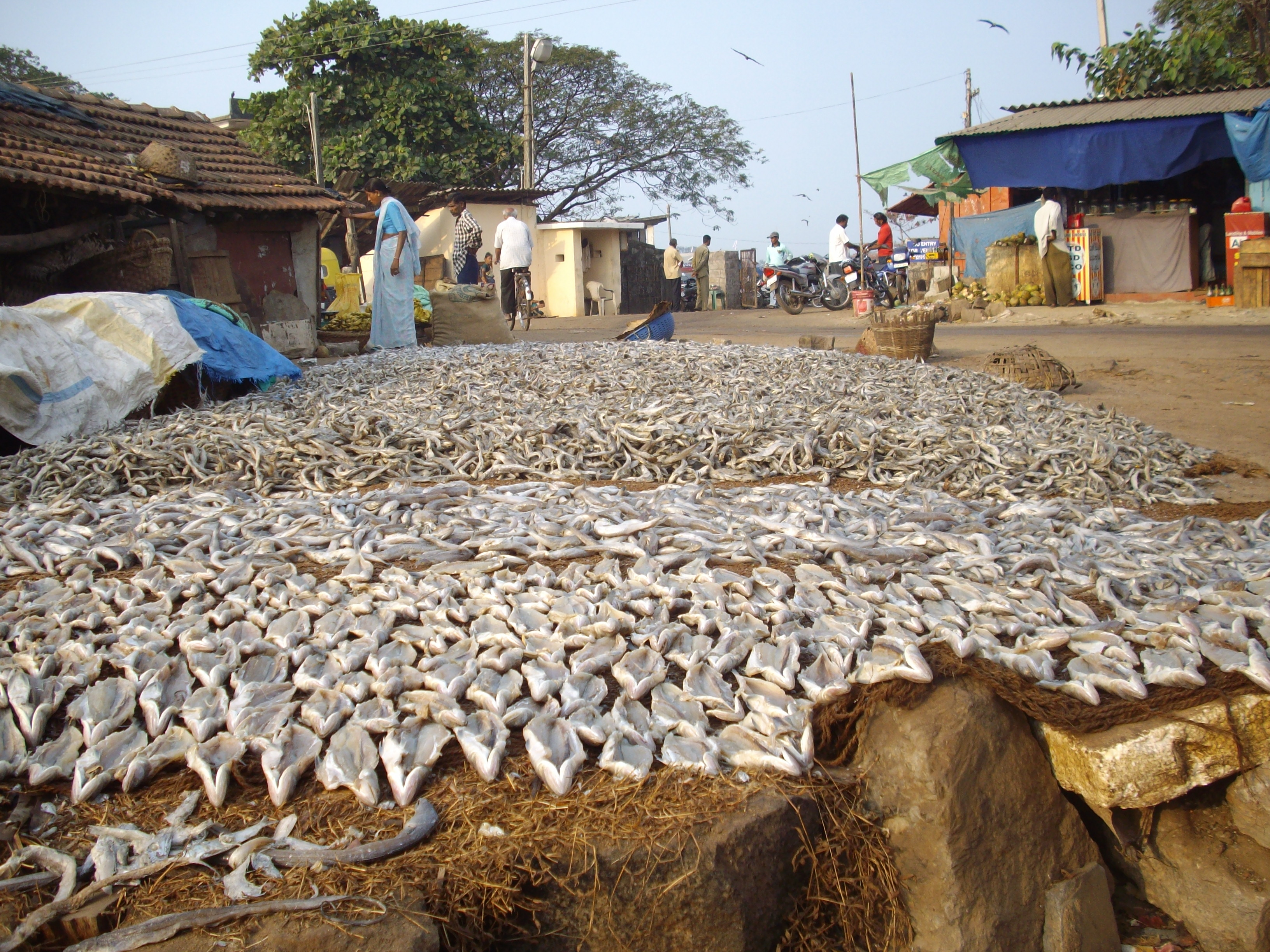
Secado de pescado salado en Malpe Harbour
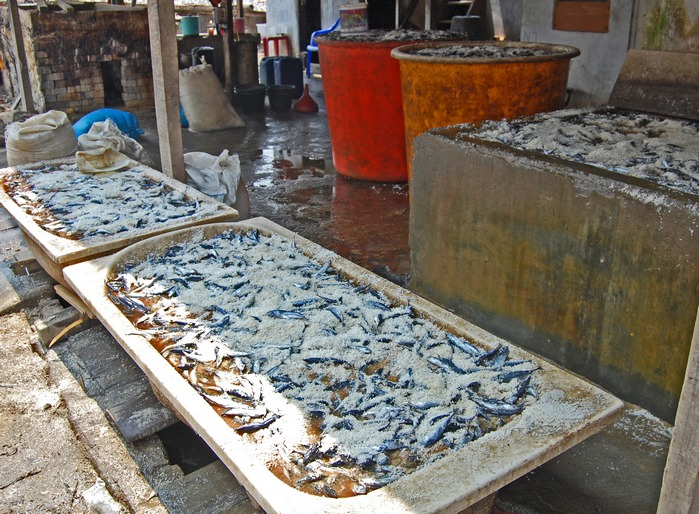
Pescado salado remojado en Yakarta
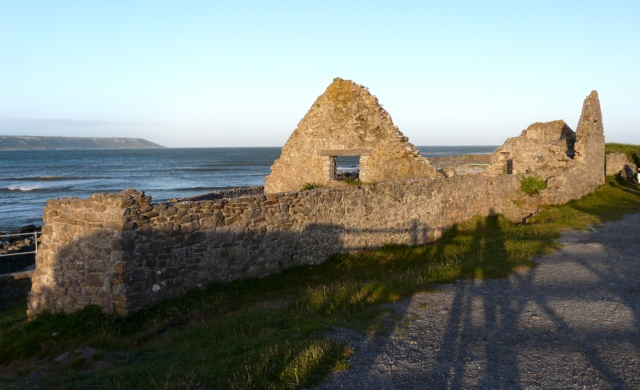
Ruinas de Port Eynon Salt House – se hervía agua de mar para extraer sal para preservar pescado.
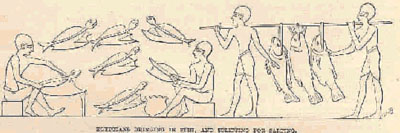
Egipcios trayendo pescado y cortándolo para salarlo
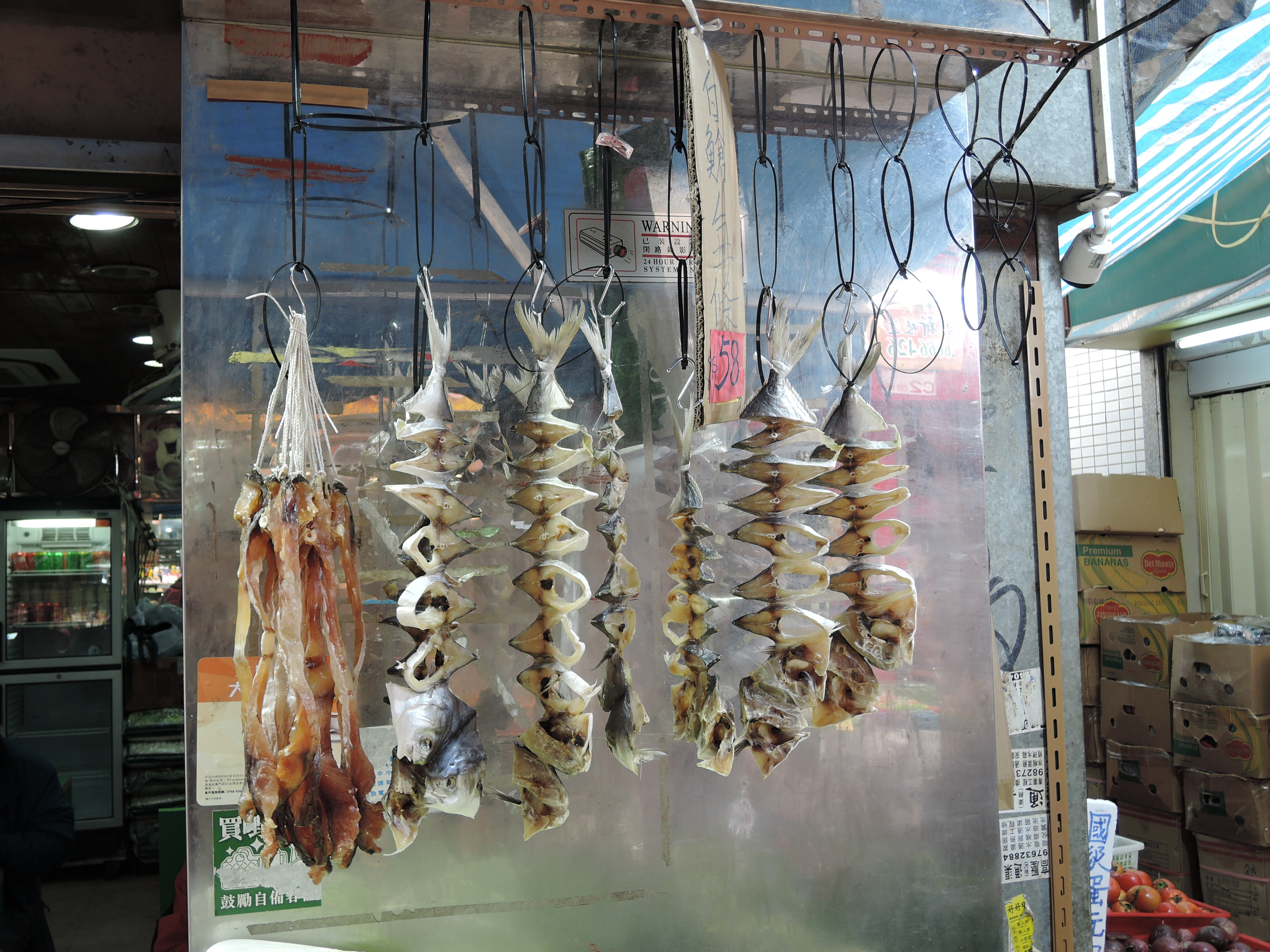
Palometas secas saladas en un mercado de alimentos chino en Yuen Long, Hong Kong
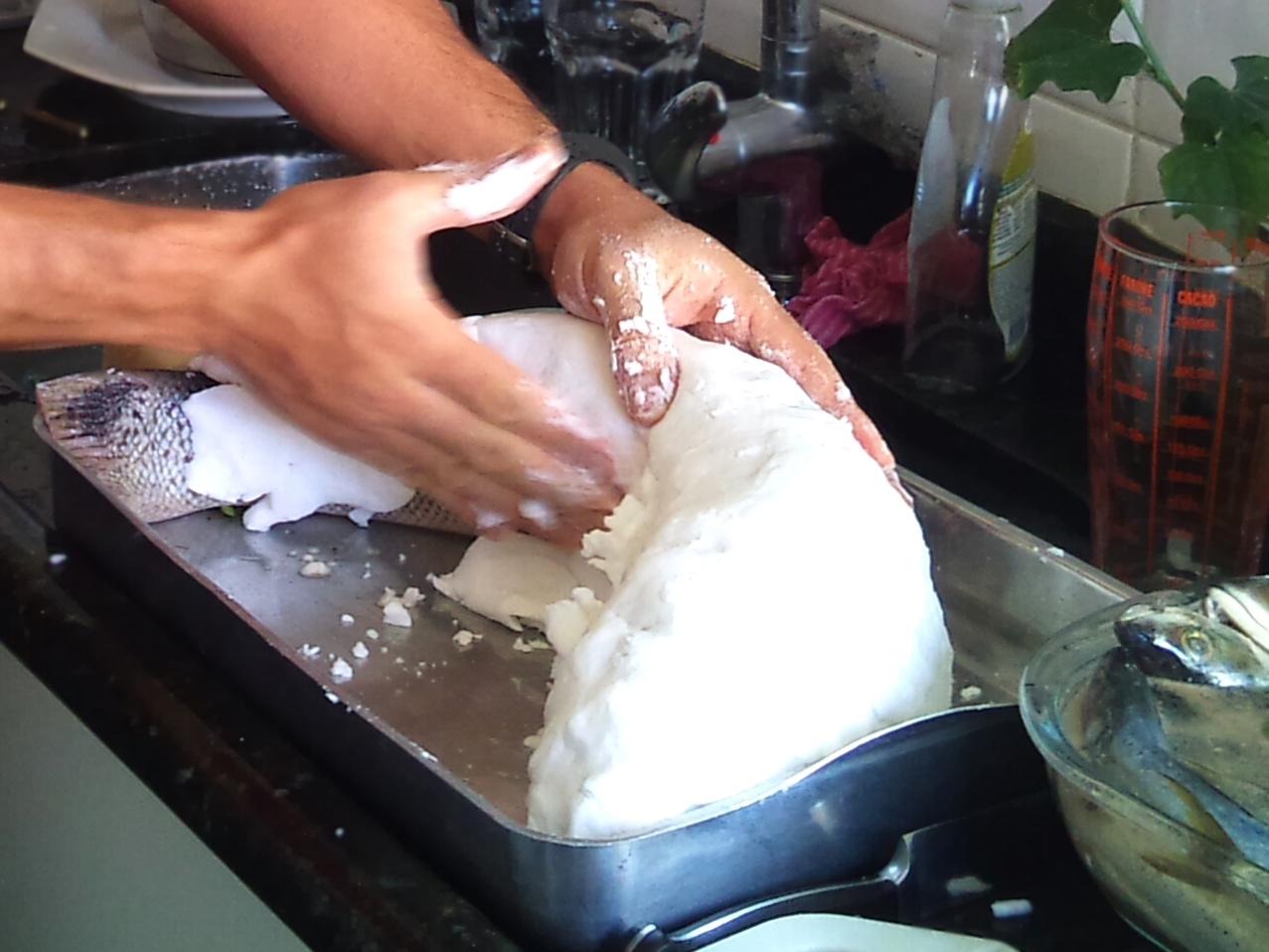
Pescado en costra de sal
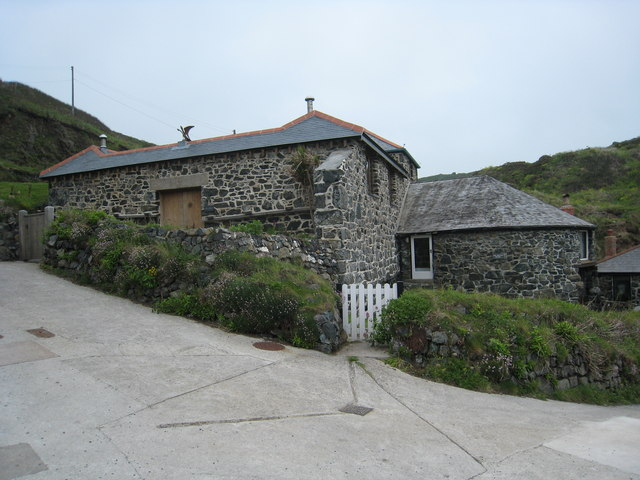
Bodegas de pescado en Church Cove, Inglaterra, usado para prensar sardinas saladas dentro de barriles para almacenamiento y exportación al continente.
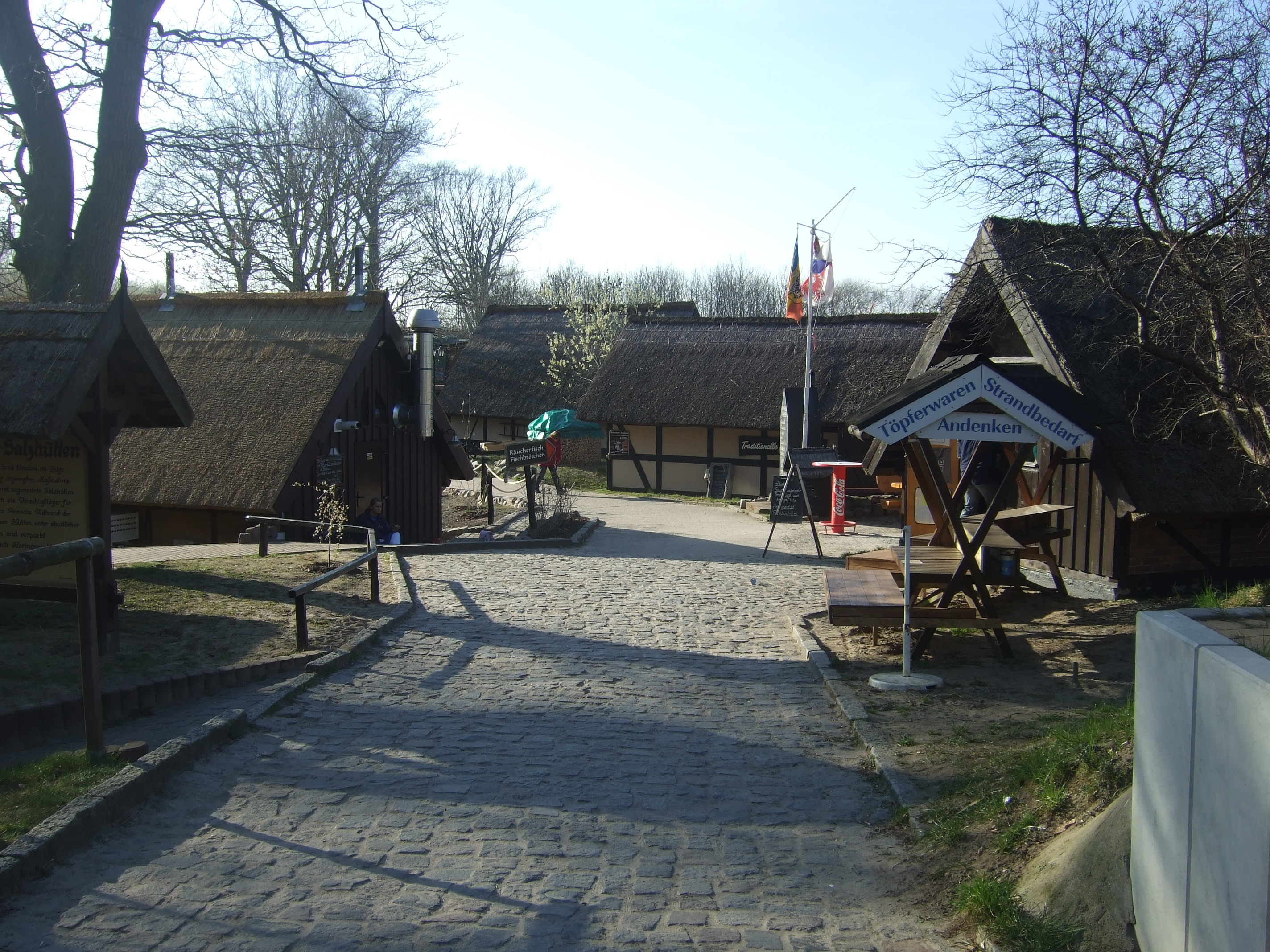
Cabaña de sal, una pequeña construcción donde se sala al pescado, en Koserow, Alemania
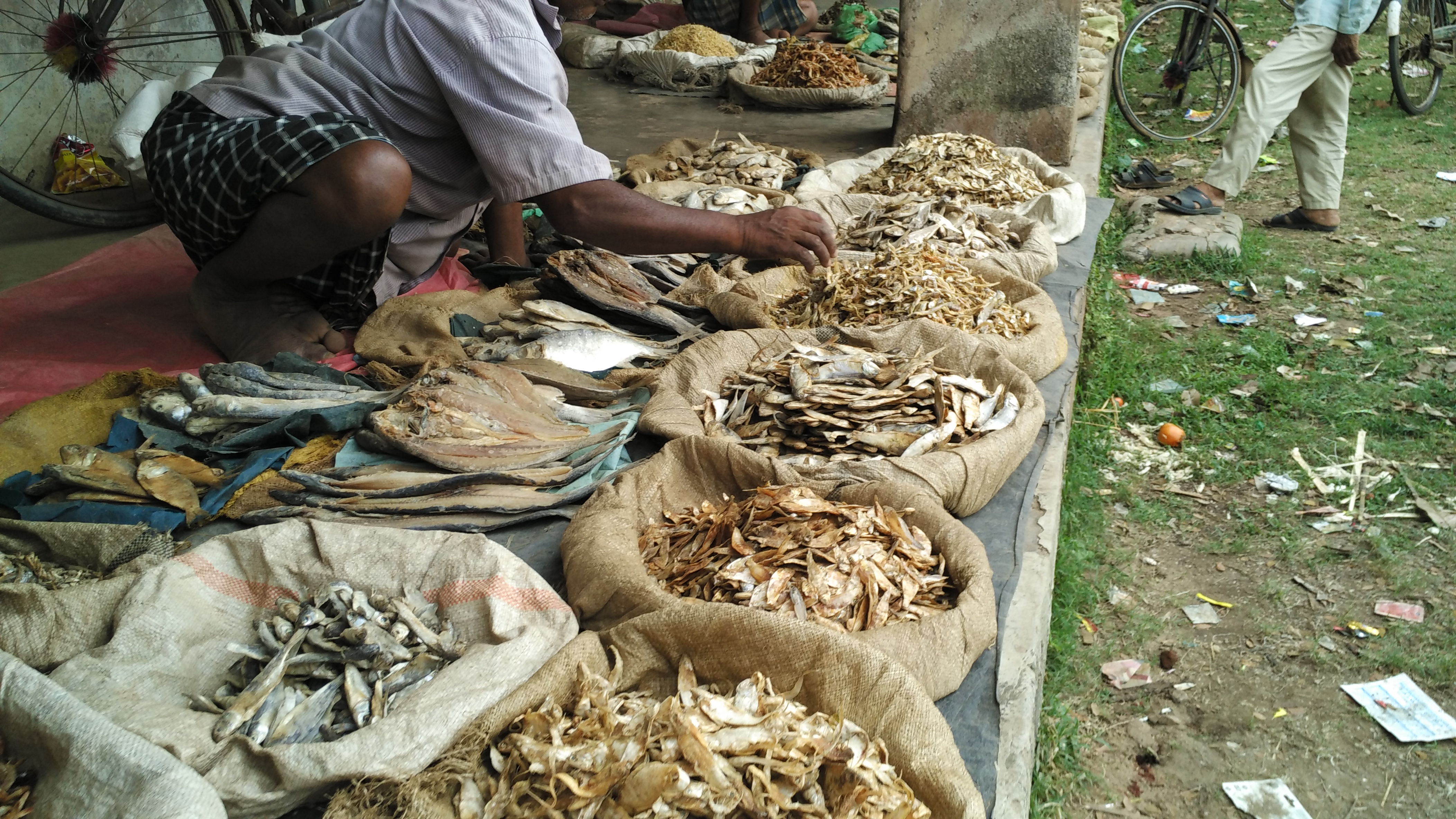
Pescado seco en un mercado de Odisha